# Ernest Babelon
Pour les articles homonymes, voir Babelon.
Ernest Babelon, né le 7 novembre 1854 à Sarrey et mort le 3 janvier 1924 à  Paris 7e, est un bibliothécaire, historien et numismate français, membre de l'Institut.

## Biographie
Fils de Laurent, coutelier, et de Émélie Flammarion, Babelon commence ses études au petit séminaire de Langres depuis la cinquième (1869) jusqu'à la philosophie (1873).
Entré en 1874, à l'École nationale des chartes,, où il est l’élève de Jules Quicherat, Tardif, Léon Gautier, Anatole de Montaiglon, Mas Latrie, Edgard Boutaric, Paul Meyer, il obtient le diplôme d'archiviste paléographe en 1878 avec une thèse intitulée les Bourgeois du roi au Moyen Âge.
Les leçons de l’École des Chartes n’ayant pas réussi à le retenir dans le domaine des documents d’archives ou des monuments du moyen-âge, sa thèse, qui était encore consacrée à ce genre d’études, n’a jamais été publiée. Ayant suivi les cours de l’École des Hautes Études, il songeait à une autre voie.
Une place étant vacante au cabinet des Médailles, il y entre le 16 mars 1878 dès sa sortie de l'École des Chartes,. Devenu numismate et glyptographe, il publie en 1882 dans le Bulletin des antiquités africaines, son premier mémoire de numismatique, Les monnaies de Syphax, roi de Numidie. En trente ans de travaux, il en publiera plus de 400.
Une étude minutieuse de toutes les monnaies arabes découvertes en Russie entre les mers Caspienne et Baltique lui a permis de reconstituer les routes unissant ces deux mers par les cours de la Volga et de la Dwina où circulaient les marchands arabes de fourrures qui, au Moyen-âge, circulaient entre l’Asie centrale et l’Europe du Nord.
Devenu directeur adjoint du Cabinet des médailles en 1890, il succède comme directeur à Henri Lavoix deux ans plus tard. C'est sous sa direction, en 1917, que le cabinet s'installe dans ses locaux actuels. Il conserve ce poste jusqu'à sa mort en 1924.
Ernest Babelon devient directeur de la Revue numismatique en 1883 en compagnie de l'archéologue Anatole de Barthélémy et de Gustave Schlumberger. Les trois directeurs relancent la publication en créant un comité de publication formé de six membres de l'Institut, puis un Secrétaire de rédaction en 1883. Ernest Babelon dirige la revue jusqu'à sa mort en janvier 1924.
En 1885, il publie un ouvrage de synthèse Description historique et chronologique des monnaies de la République romaine, que Camille Jullian présente comme une réponse française à la suprématie allemande établie en matière de numismatique par Theodor Mommsen avec son Histoire de la monnaie romaine. La chronologie de Babelon est toutefois devenue obsolète avec les découvertes archéologiques ultérieures comme celle de Morgantina en Sicile pour la datation du denier. Babelon publie d'autres travaux de synthèse tels que le Recueil général des monnaies grecques de l'Asie Mineure (1893) ou le Traité des monnaies grecques et romaines (premier volume édité en 1901), terminé en 1932 par son fils. 
En 1897, il est élu à l'Académie des inscriptions et belles-lettres au fauteuil de Léon Gautier. À partir de 1902, il est titulaire de la chaire de numismatique antique et glyptique du Collège de France, transformée en 1908 en Cours de numismatique antique et médiévale.
Se faisant une haute idée de sa profession d’historien, ses études sur la préhistoire et l’histoire de la Rhénanie gallo-romaine lui ont permis de dissiper les prétentions du pangermanisme vis-à-vis de cette région. Aussi, lorsque le Comité de la rive gauche du Rhin a été fondé au début de la guerre, il a accepté d’en être le vice-président. Dans Sarrelouis et Sarrebrück, il a exposé, dans tous ses détails, les droits de la France dans la question de la Sarre. De même, les volumes qu’il a publiés en 1916, 1917 et 1918, sur le Rhin dans l’histoire sont autant de science et de patriotisme,.
Il est le père de Jean Babelon et le grand-père de Jean-Pierre Babelon.
Babelon repose au cimetière du Montparnasse (division 8).

## Distinctions
- Officier de l'Instruction publique
- Officier de la Légion d'honneur (1921)

## Publications partielles
- Description historique et chronologique des monnaies de la République romaine, t. I, Paris, Rollin et Feuardent, 1885 (lire en ligne sur Gallica).
- Catalogue des monnaies grecques de la Bibliothèque nationale : les Perses achéménides, les satrapes et les dynastes tributaires de leur empire, Chypre et Phénicie, Paris, Rollin et Feuardent, 1893 (lire en ligne sur Gallica).
- Catalogue des bronzes antiques de la Bibliothèque nationale, Paris, Ernest Leroux, 1895 (lire en ligne sur Gallica).
- Notice sur la monnaie, Société anonyme de la grande Encyclopédie, Paris, 1898 (lire en ligne sur Gallica).
- Collection Pauvert de La Chapelle. Intailles et camées donnés au département des médailles et antiques de la Bibliothèque nationale, Paris, Ernest Leroux, 1899 (lire en ligne sur Gallica).
- Traité des monnaies grecques et romaines, t. I, Paris, Ernest Leroux, 1901 (lire en ligne sur Gallica), 1 Théorie et doctrine.
- Guide illustré au cabinet des médailles et antiques de la Bibliothèque nationale : Les antiques et les objets d'art, Paris, Ernest Leroux, 1900 (lire en ligne sur Gallica).
- Traité des monnaies grecques et romaines, t. I, comprenant les monnaies grecques depuis les origines jusqu'aux guerres médiques, Paris, Ernest Leroux, 1901 (lire en ligne sur Gallica), 2. Description historique.
- Histoire de la gravure sur gemmes en France depuis les origines jusqu'à l'époque contemporaine, Paris, Société de propagation des livres d'art, 1902 (lire en ligne sur Gallica).
- Traité des monnaies grecques et romaines, vol. 1, Planches I à LXXXV, Paris, Ernest Leroux, 1907 (lire en ligne sur Gallica), 3. Album des planches relatives à la deuxième partie.